# Kelly Conlon
Kelly Conlon (nacido el 20 de marzo de 1969) es un bajista Estadounidense . Ha sido un músico contratado con Death y Monstrosity. Conlon actualmente toca en Pessimist.

## Carrera
Conlon fue parte de la escena underground metal de Florida hasta 1994 cuando en Orlando Chuck Schuldiner lo contrató para tocar con la banda americana de death metal Death. Grabó el álbum Symbolic y se fue a la subsiguiente gira internacional "Full of Hate Festivals".
Conlon se unió a Monstrosity, otra banda de death metal de Florida, en 1995 y tocó en los álbumes Millennium (album) (1996) e In Dark Purity (1999). Conlon también tocó el bajo en la banda de metal extremo Pessimist.
En agosto de 2011 se anunció en Blabbermouth.net que Conlon había sido reclutado para unirse a la banda "Sargon", que entró en un hiato indefinido.
Conlon tocó en "The Gravity Of Impermanence" de Azure Emote en 2013.